# Nowa Zoria (obwód chersoński)
Nowa Zoria (ukr. Нова Зоря) – wieś na południu Ukrainy, w obwodzie chersońskim, w rejonie biłozerskim. Miejscowość liczy 154 mieszkańców.